# Guijo de Granadilla
Guijo de Granadilla és un municipi de la província de Càceres, a la comunitat autònoma d'Extremadura (Espanya).

## Personatges il·lustres
- José María Gabriel y Galán